# امپایر ایرویز
امپایر ایرویز (به انگلیسی: Empire Airways) یک شرکت هواپیمایی است.
دفتر مرکزی امپایر ایرویز در ایالات متحده آمریکا واقع شده‌است و قطب این شرکت هواپیمایی در فرودگاه ملی آمریکا قرار دارد.